# نگار جوادی
نگار جوادی (زادهٔ ۱۹۶۹) نویسنده و فیلم‌نامه‌نویس و ایرانی–فرانسوی است. او دختر علی اصغر حاج سید جوادی است.

## زندگانی و مشخصات
نگار جوادی، زاده شده در ایران است که از سنین کودکی، ایران را ترک کرده‌است. بنابر گزارش بی بی سی، وی هیچ مدرکی برای اثبات ملیت ایرانی خود نیست، اما به زبان فارسی به عنوان زبان مادری مسلط است. وی متولد ۱۰ تیر ۱۳۴۸ خورشیدی است. وی در تهران منطقه میدان گاندی و حد فاصل خیابان فرصت و کوی مهر به دنیا آمده‌است. پدر او علی اصغر حاج سید جوادی از روزنامه نگاران و مبارزان سیاسی زمان خود بوده‌است که در جهت مخالفت با حکومت پهلوی و جمهوری اسلامی، فعالیت می‌کرد. مادر وی کیان کاتوزیان یکی از نویسندگان به نام فارسی است که دو کتاب با عنوان از سیپده تا شام و از کجا تا ناکجا از آثار اوست. کاتوزیان زندگانی مشترکش با همسر و فرزندان را در دورانی که در تبعید بوده‌است، شرح کرده‌است. وی زبان فرانسه را در دوران زندگانی در ایران آموخت. زندگانی او در دوران کودکی، با تلاطم و ترس همراه بود. در نهایت پدر نگار تصمیم گرفت در سال ۱۳۶۰ به فرانسه مهاجرت کند. در نهایت ۱۳۶۱ نگار به همراه مادرش با عبور از کوه‌های ترکیه، خود را به فرانسه رسانید و تابعیت این کشور را گرفت. وی در این دوران ۱۲ سال سن داشت. وی تحصیلات راهنمایی و دبیرستان را در فرانسه گذراند و موفق به کسب دیپلم ادبی شد. او با وجود علاقه به تحصیل در رشته سینما بود و به همین خاطر به مدرسه انسنس در بروکسل رفت و رشته سینما را پیش گرفت. او در نهایت به سال ۱۹۹۴ میلادی موفق به فارغ‌التحصیلی در رشته مونتاژ و تصویر شد.
او کمی بعد در بلژیک در بخش خبری تلویزیون مشغول به کار شد و پس از بازگشت به فرانسه، به فیلمبرداری پرداخت. او همکاری با کارگردانان بزرگی چون مارتین دوگوسون، زابو برایتمن، تونی مارشال، پیر گرانیه دوفر، سرژ معطی و... همکاری‌هایی را داشته است. وی به مدت ۱۰ سال به فعالیت‌هایش در حوزه تصویر پرداخت و  دو نمایشنامه نوشت که بر روی صحنه رفتند. او چهار فیلم کوتاه و دو مستند را نیز در کارنامه هنری خود دارد.
وی به سال ۲۰۰۳ و ۲۰۰۴ از حوزه سینما به حوزه نویسندگی ورود کرد و تمرکز خود را بر روی نوشتن فیلمنامه گذاشت. او در سال ۲۰۰۷ اولین فیلمنامه یک مجموعه تلویزیونی را نوشت و اکنون نیز بیشتر فعالیتش در حوزه فیلمنامه نویسی برای مجموعه‌هاست.

## آثار و سبک
اولین رمان او با عنوان از شرق بریده در سال ۲۰۱۶ توسط نشر «لیانا لِوی» منتشر شد و جوادی در همان سال برای نوشتن این کتاب به جایزهٔ استیل دست یافت. رمان از شرق بریدهٔ وی که در ۲۰۱۶ به فرانسه چاپ شده بود، در سال ۲۰۱۹ توسط تینا کوور به انگلیسی ترجمه شد و جایزه آلبرتین به مبلغ ده‌هزار دلار به آن تعلق گرفت. وی در طول دوران فعالیتش در حوزه نویسندگی، رمانی به زبان فارسی منتشر نکرده‌است. به عقیده خودش، قدرت سخن به زبانی، به معنای آگاهی از نویسندگی در همان زبان نیست و نویسندگی رمان به زبان فارسی، ظرایف خود را دارد. داستان رمان از شرق بریده، داستان زندگانی شخصی جوادی است اما خودش معتقد است این رمان خودزندگی نامه او نیست. رمان‌های او تا کنون به زبان فارسی ترجمه نشده‌اند. این رمان همچنین در کشور فرانسه با استقبال خوبی مواجه شد و جوایز ادبی بسیاری را کسب کرده‌است.